# Стобно (Куявсько-Поморське воєводство)
Стобно (пол. Stobno) — село в Польщі, у гміні Тухоля Тухольського повіту Куявсько-Поморського воєводства.
Населення — 518 осіб (2011).
У 1975-1998 роках село належало до Бидгощського воєводства.

## Демографія
Демографічна структура станом на 31 березня 2011 року:
|          | Загалом | Допрацездатний вік | Працездатний вік | Постпрацездатний вік |
| -------- | ------- | ------------------ | ---------------- | -------------------- |
| Чоловіки | 256     | 63                 | 173              | 20                   |
| Жінки    | 262     | 75                 | 145              | 42                   |
| Разом    | 518     | 138                | 318              | 62                   |